# Viktor Sabroe
Viktor Henrik Kønig Sabro(e) (21. maj 1893 i København - 2. november 1963 i København) var en dansk overbrandmester og kapgænger. Han var medlem af Københavns FF (senere Københavns IF) og vandt to danske mesterskaber i 50 km kapgang; 1913 og 1914.